# Aetholopus exutus
Aetholopus exutus là một loài bọ cánh cứng trong họ Cerambycidae.